# فیلم متالیزه
فیلم متالیزه نوعی پلیمر تولید ورق و فیلم‌های پلاستیکی پوشش داده شده با یک لایه نازک از فلز [معمولاً از جنس آلومینیوم] است. آنها ظاهر فلزی براق یک فویل آلومینیومی را با کاهش وزن و قیمت ارائه می‌دهند. فیلم‌های متالیزه به‌طور گسترده‌ای برای اهداف تزئینی و بسته‌بندی مواد غذایی و همچنین برای کاربردهای خاص از جمله عایق بندی و لوازم الکترونیکی مورد استفاده قرار می‌گیرند.

## ساخت
متالیزاسیون با استفاده از یک فرایند رسوب فیزیکی بخار انجام می‌گردد. آلومینیوم رایج‌ترین فلز مورد استفاده برای رسوب است، اما از فلزات دیگر مانند نیکل و کروم هم استفاده می‌شود. این فلز تحت خلأ گرم شده و تبخیر می‌گردد. این روی فیلم پلیمری سرد متراکم می‌شود، که در نزدیک منبع بخار فلز باز می‌شود. این پوشش بسیار نازک‌تر از یک فویل فلزی است که در محدوده ۰٫۵ میکرومتر است. این پوشش با گذشت زمان کمرنگ یا رنگ نمی‌شود. در حالی که پلی پروپیلن و پلی اتیلن ترفتالات (PET) رایج‌ترین فیلم‌هایی هستند که برای متالیزاسیون استفاده می‌شوند، از نایلون، پلی اتیلن و پلی پروپیلن ریخته‌گری نیز استفاده می‌شود.

## خواص
فیلم‌های متالیزه دارای سطح نقره ای منعکس کننده شبیه فویل آلومینیومی هستند و همچنین بسیار قابل اشتعال. این پوشش همچنین نفوذپذیری فیلم را به نور، آب و اکسیژن کاهش می‌دهد. خواص فیلم مانند چقرمگی بیشتر، قابلیت آب‌بندی حرارتی و چگالی کمتر با هزینه کمتر نسبت به فویل آلومینیومی باقی می‌ماند. این به فیلم‌های متالیزه نسبت به ورقه‌های آلومینیومی و ورقه‌های فویل آلومینیومی مزیت‌هایی می‌بخشد. تصور بر این بود که فیلمهای متالیزه جایگزین ورقه‌های فویل آلومینیومی می‌شوند، اما فیلمهای فعلی هنوز نمی‌توانند با خواص مانع فویل مطابقت داشته باشند. برخی از فیلم‌های فلزی با مانع بسیار بالا با استفاده از EVOH در دسترس هستند، اما هنوز در برابر ورقه‌های فویل مقرون به صرفه نیستند.
|                            | رطوبت (g/m 2 · روز) | اکسیژن (میلی لیتر / متر 2 · در روز) | نور ماوراء بنفش (درصد انتقال) |
| -------------------------- | ------------------- | ----------------------------------- | ----------------------------- |
| فیلم PET، ۱۲٫۷ میکرومتر    | 31                  | 465                                 | 91                            |
| PET متالیزه                | 0.8                 | 1.2                                 | 5                             |
| فویل آلومینیومی ۶ میکرومتر | 0                   | 0                                   | 0                             |

## موارد مورد استفاده

### تزیین و دکوراسیون

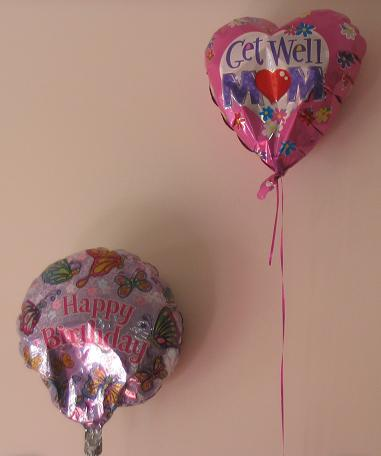
فیلم‌های متالیزه که برای بادکنک استفاده می‌شود

فیلمهای متالیزه ابتدا برای مقاصد تزئینی به عنوان حلقه کریسمس و همچنان برای مواردی مانند روکش و روبان مورد استفاده قرار می‌گیرند. بادکنک‌های فلزی پر از هلیوم که به عنوان هدیه داده می‌شوند از BoPET فلزی ساخته شده و اغلب به صورت تجاری بادکنک‌های Mylar نامیده می‌شوند.

### بسته‌بندی
هر دو PET و PP فلزی ورقه ورقه را برای محصولاتی مانند غذاهای میان‌وعده، قهوه و آب نبات جایگزین کرده‌اند، که نیازی به مانع برتر فویل آلومینیومی ندارند. از نایلون و پلی اتیلن متالیزه در بازار صادرات گوشت استفاده می‌شود. نفوذ کنترل شده عمر مفید را افزایش می‌دهد.
فیلم‌های متالیزه به عنوان یک عامل گیرنده برای پخت‌وپز در اجاق‌های مایکروویو استفاده می‌شود. به عنوان مثال، کیسه پاپ کورن مایکروویو است.
بسیاری از اقلام غذایی نیز فقط برای ظاهر از فیلم‌های متالیزه بسته‌بندی می‌شوند، زیرا در مقایسه با محصولات رقیبی که از کاغذ چاپ شده یا فیلم‌های پلیمری استفاده می‌کنند، بسته‌بندی با درخشندگی بیشتری تولید می‌شود.

### عایق کاری
فیلم‌های PET فلزی در لباس‌های فضایی ناسا برای بازتاب تابش گرما، گرم نگه داشتن فضانوردان و "لباس‌های مجاورتی" مورد استفاده آتش نشانان برای محافظت در برابر مقدار زیاد گرمای ناشی از آتش‌سوزی استفاده می‌شود. از پتوهای اضطراری آلومینیومی (" پتوهای فضایی ") نیز برای حفظ گرمای بدن قربانی شوک استفاده می‌شود. MPET شده‌است به عنوان یک ظرف آنتی استاتیک برای دیگر گرما و صدا استفاده می‌شود مواد عایق مورد استفاده در هواپیما، برای جلوگیری از عایق از نشت کابین مسافر است، اما در عایق که استفاده نمی‌کند. سوزاندن عایق MPET به عنوان علت سقوط پرواز 111 Swissair در سال ۱۹۹۸ که منجر به کشته شدن ۲۲۹ نفر شد مشخص شد و منجر به توصیه‌های جدیدی در مورد استفاده از آن در هواپیماها شد.

### الکترونیک
فیلم‌های متالیزه به عنوان دی الکتریک در ساخت نوعی خازن مورد استفاده در مدارهای الکترونیکی و به عنوان ماده ای در برخی از انواع کیسه‌های آنتی استاتیک استفاده می‌شوند.